# Фармацевтичен факултет (Медицински университет – София)
Фармацевтичният факултет на Медицинския университет в София провежда обучение по фармация.

## История
През 1942 г. е взето решение за създаване на Фармацевтичен отдел към Физико-математическия факултет на Софийския университет. Той започва работа с две катедри – Фармакогнозия и Фармацевтична химия. През 1947 г. с отделяне на галеничната фармация от фармакогнозията се създава третата му катедра Технология на лекарствените форми и галенови препарати. С Указ 676/30.06.1950 г. Президиумът на Народното събрание постановява Фармацевтичният отдел да се обособи като самостоятелен факултет на създадената през същата година Медицинска академия. Първи декан на Фармацевтичния факултет е проф. Димитър Далев.

## Настоящо ръководство
- Декан: проф. Александър Златков, дфн
- Заместник декан по учебната работа за студентите, обучаващи се на български и английски език: проф. М. Димитров, дф
- Заместник декан по научно-изследователската дейност и международната интеграция: проф. Кр. Йончева, дфн
- Заместник декан по акредитация и атестация: проф. И.Кръстева, дфн
- Заместник декан по обществени поръчки и проектно финансиране: доц П. Недялков, дф

## Катедри
В състава на Фармацевтичния факултет влизат 6 катедри.
- Технология на лекарствените средства с биофармация
- Фармакогнозия
- Фармацевтична химия
- Химия
- Фармакология, фармакотерапия и токсикология
- Организация и икономика на фармацията